# ایلیک تپه (تپه خانه‌دار)
ایلیک تپه (تپه خانه‌دار) در شهرستان گنبد کاووس، روستای کرند واقع شده و این اثر در تاریخ ۲۵ اسفند ۱۳۷۹ با شمارهٔ ثبت ۳۳۳۱ به‌عنوان یکی از آثار ملی ایران به ثبت رسیده است.